# Uribel
Uribel es un despoblado que actualmente forma parte del municipio de Iruraiz-Gauna, en la provincia de Álava, País Vasco (España).

## Toponimia
A lo largo de los siglos ha sido conocido también con el nombre de Uribaldo.

## Historia
Documentado desde el siglo XIII, se desconoce cuándo se despobló y su situación exacta.